# Филип фон Вирнебург
Филип I фон Вирнебург (на немски: Philipp I von Virneburg, * ок. 1425; † 10 февруари 1443) е от 1424 г. граф на Вирнебург и Нойенар.
Той е най-възрастният син на граф Рупрехт IV фон Вирнебург († пр. 5 май 1444) и втората му съпруга графиня Агнес фон Золмс-Браунфелс († 1415/1420), дъщеря на граф Ото I фон Золмс-Браунфелс и Агнес фон Фалкенщайн-Мюнценберг.

## Фамилия
Филип фон Вирнебург се жени (брачен договор 4 юли 1419) за графиня Катарина фон Зафенберг (* ок 1410; † сл. 1474), наследничка на части от Нойенар, Зафенберг и Гелсдорф, дъщеря на граф Вилхелм фон Зафенберг-Нойенар († 1419/1426) и Матилда фон Райфершайт († 1426/1451). Те имат децата:
- Рупрехт VI († между 16 юли/12 октомври 1459), граф на Нойенар, женен на 12 май 1448 г. в Намюр за Маргарета дьо Зомбреф († сл. 25 март 1458)
- Агнес (* 1425; † 12 март 1478), омъжена на 19 ноември 1454 г. за граф Фридрих фон Вид (ок. 1425 – 1487)
- Мехтилд (* ок. 1430; † 9 април 1483), омъжена на 16 юни 1449 г. за Куно I фон Вестербург (1425 – 1459)
- Вилхелм (* ок. 1435; † между 11 май 1468/22 януари 1469), граф на Вирнебург, господар на Фалкенщайн, женен на 20 юлй 1446 г. за Франциска фон Родемахерн (* ок. 1445; † 27 февруари 1483)
- Маргарета († сл. 1419), абатиса в „Св. Цецилия“ в Кьолн
- Метца († сл. 1472)